# Bandeira de Altai (República)
A Bandeira de Altai é um dos símbolos oficiais da República do Altai, uma subdivisão russa. Foi desenhada pelo artista V. P. Chukuyev e adotada em 2 de julho de 1992. 

## Descrição
Ao ser adotada, seu desenho consistia em um retângulo com proporção largura-comprimento de 1:2, contudo em 29 de junho de 1994 passou a ser 2:3, voltando em 24 de abril de 2003 às suas proporções originais. A bandeira consiste em um campo branco superior, uma faixa azul celeste e uma faixa branca.

## Simbologia
As faixas azuis são um símbolo da pureza, céu, montanhas, rios e lagos do Altai. As listras brancas representam a eternidade, o desejo de renascimento, amor e harmonia dos povos da República do Altai.
As duas cores, que também aparecem na Bandeira da Rússia, simbolizam que a República do Altai é um dos membros Federação Russa.